# Pucará de Catarpe
Le pucará de Catarpe est une forteresse inca située dans le désert d'Atacama, au nord du Chili.

## Localisation
Le pucará est situé à quelque dix kilomètres au nord du village oasis de San Pedro de Atacama, sur une colline s'élevant à proximité du Río San Pedro, dans l'ayllu de Catarpe (es).

## Description
Il a été construit en 1510 à la fin du Tawantinsuyu pour intégrer efficacement la région dans l'État Inca. Dans la partie orientale du Pukarás, il y a un espace destiné aux cérémonies publiques et à l'administration comprenant deux places clôturées et des bâtiments administratifs. Dans la partie ouest se trouvent des complexes résidentiels avec notamment des silos pour conserver la nourriture.
À proximité, à mi-chemin de San Pedro, se trouve le pucará de Quitor.

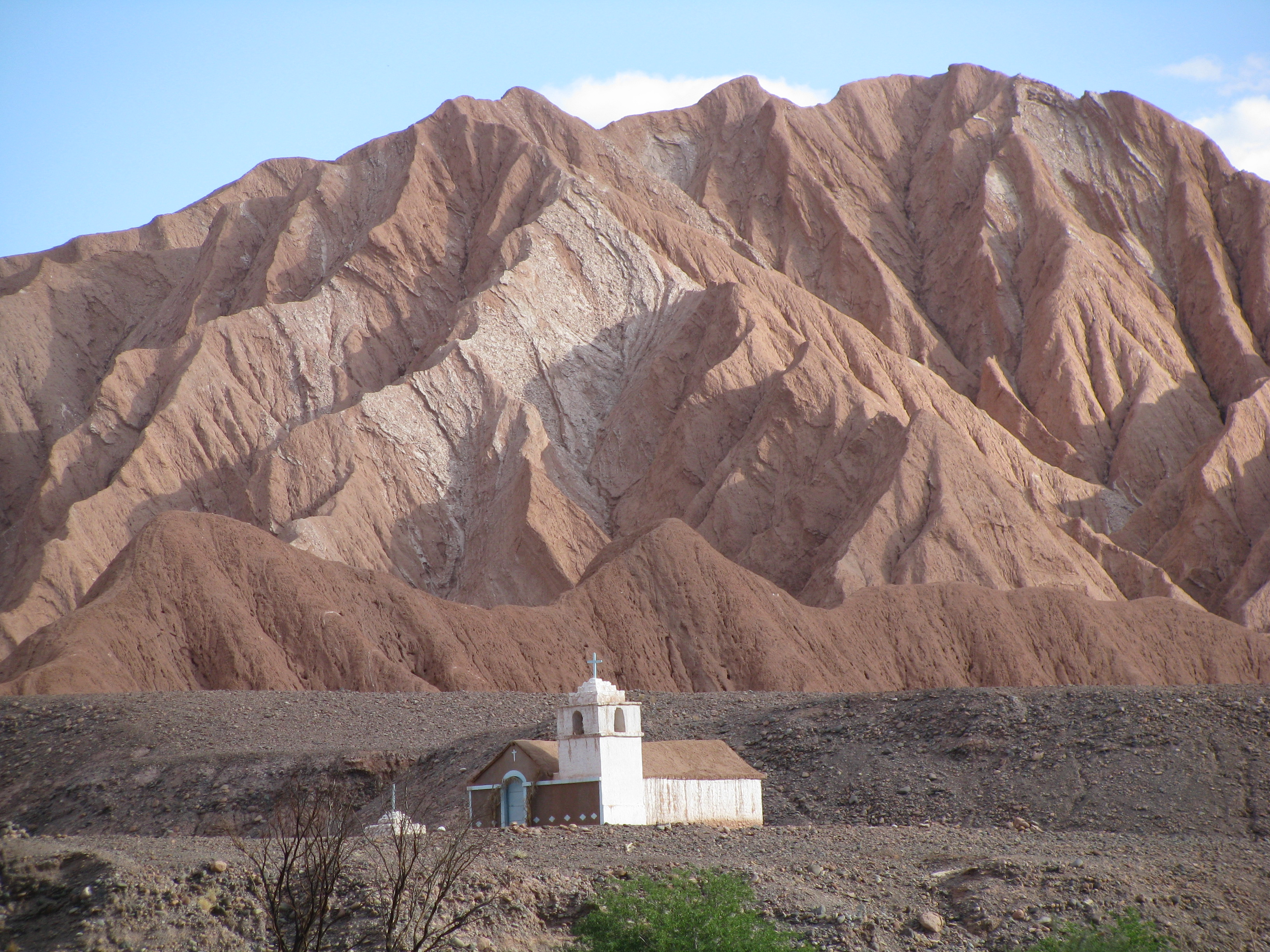
Chapelle de San Isidro.

La chapelle de San Isidro, construite en 1913 par le colon italien Lucas Cenzano, s'élève dans le proche voisinages du pucará.